# Victor Martin (Geiger)
Victor Martin (* 24. September 1940 in Elne; † September 2017) war ein spanischer Geiger und Musikpädagoge.
Der im französischen Elne als Sohn spanischer Eltern geborene Martin war Violinschüler von Antonio Arias, Lorand Fenyves und Max Rostal. Er spielte die Erste Violine im Quintetto Boccherini und war Gründer und Erster Geiger des Cassado String Quartet. In Toronto gründete er die New Music Society und das Spanish Chamber Orchestra. Vom Pult der Ersten Geige aus leitete er von 1968 bis 1977 die Chamber Players of Toronto, ein fünfzehnköpfiges Streicherensemble. Daneben war er Professor an der University of Toronto. 1977 ging er nach Spanien. Dort war er bis 2001 Erster Geiger des Spanischen Nationalorchesters und unterrichtete am Real Conservatorio Superior de Música de Madrid.